# شوغ فيشر
شوغ فيشر (بالإنجليزية: Shug Fisher)‏ مواليد 26 سبتمبر 1907 في أوكلاهوما، الولايات المتحدة - الوفاة 16 مارس 1984 في لوس أنجلوس، كاليفورنيا، الولايات المتحدة، هو ممثل وكوميدي أمريكي بدأ مسيرته الفنية سنة 1931. امتدت مسيرته الفنية لأكثر من 50 عاما.

## الأعمال
- السيد روبرتس
- الرجل الذي أطلق النار على ليبرتي فالنس
- خريف قبيلة شايان

## روابط خارجية
- شوغ فيشر على موقع IMDb (الإنجليزية)
- شوغ فيشر على موقع ميوزك برينز (الإنجليزية)
- شوغ فيشر على موقع ديسكوغز (الإنجليزية)
- شوغ فيشر على موقع قاعدة بيانات الفيلم (الإنجليزية)